# The Kinks Choral Collection
Albums de Ray Davies
Working Man's Café
(2007) See My Friends
(2010)
The Kinks Choral Collection est un album, publié le 15 juin 2009 au Royaume-Uni et 10 novembre 2009 aux États-Unis, par Ray Davies et la chorale Crouch End Festival Chorus (en). L'album comporte de nouveaux enregistrements en studio des compositions de Ray Davies, enregistrées à l'origine avec son groupe The Kinks (excepté Working man's Café), présentées là dans des arrangements harmoniques pour chorale et orchestre.
Le 19 juin 2011 Ray et la chorale Crouch End Festival Chorus donnèrent en concert l'intégralité de l'album Village Green Preservation Society avec l'Orchestre philharmonique de Londres.
Dans les charts anglais cet album se plaça en 28e position.
Il est réédité au Royaume-Uni le 7 décembre 2009 sous la forme d'une édition spéciale comprenant Postcard From London, le single de noël de Ray Davies enregistré avec Chrissie Hynde.

## Titres
1. Days
2. Waterloo Sunset
3. You Really Got Me
4. Victoria
5. See My Friends
6. Celluloid Heroes
7. Shangri-La
8. Working Man's Café
9. Village Green
10. Picture Book
11. Big Sky
12. Do You Remember Walter?
13. Johnny Thunder
14. The Village Green Preservation Society
15. All Day and All of the Night
16. Postcard From London (titre bonus de l'édition spéciale)